# درووژتیتسه
درووژتیتسه (به چکی: Droužetice) یک منطقهٔ مسکونی در جمهوری چک است که در ناحیه ستراکونیتسه واقع شده‌است. درووژتیتسه ۵٫۲۱ کیلومتر مربع مساحت و ۱۱۷ نفر جمعیت دارد و ۴۴۰ متر بالاتر از سطح دریا واقع شده‌است.